# شهرستان پرایس (ویسکانسین)
شهرستان پرایس، ویسکانسین (به انگلیسی: Price County, Wisconsin) یک سکونتگاه مسکونی در ایالات متحده آمریکا است که در ویسکانسین واقع شده‌است.

## خصوصیات
شهرستان پرایس ۳٬۳۱۰٫۰۲ کیلومترمربع مساحت دارد.